# Isla Pucú
Isla Pucú é uma cidade do Paraguai, Departamento Cordillera.

## Geminações
A cidade de Isla Pucú é geminada com as seguintes municipalidades:
- Opa-locka, Flórida, Estados Unidos

## Transporte
O município de Isla Pucú  é servido pelas seguintes rodovias:
- Caminho em terra ligando a cidade ao município de Itacurubí de la Cordillera
- Caminho em pavimento ligando a cidade de Eusebio Ayala  ao município de Caraguatay[2][3][4]